# 대한민국 제6대 대통령 선거
대한민국 제6대 대통령 선거는 1967년 5월 3일에 실시된 대한민국의 대통령 선거이다. 본 선거로 대한민국의 제6대 대통령이 선출되었다. 직접 선거로 진행되었으며 선거 결과 민주공화당 박정희 후보가 당선되었다. 이 선거는 지난 5대 대통령 선거에서 맞붙었던 박정희와 윤보선의 재대결로 치러졌다.

## 배경
박정희 정부는 한일기본조약의 졸속처리와 월남파병으로 야권과 학생, 그리고 재야의 거센 저항에 직면해 있었다. 반면에 신한당과 민중당으로 분열되었던 야당은 선거를 앞두고 신민당으로 통합하는 등 단결된 모습으로 출전하였다.
이같이 야당이 단일 진영을 구축하고 있었음에도 불구하고 선거에는 서민호를 비롯하여 무려 5명의 군소 정당 후보가 출마하였는데, 이를 두고 신민당은 박정희가 야권을 분열시키기 위해 군소 정치인들을 매수하여 출마시킨 결과라고 주장하였다. 장준하는 4월 22일 "박정희 씨가 모든 야당을 돈으로 매수하고 군소 정당을 만들어 어떤 군소 정당의 후보에게는 2,500만원의 정치 자금을 주었다"고 주장하기도 했다.
그러나 군소 후보들은 선거전 내내 별다른 관심을 끌지 못했으며, 지방 조직 등이 미약하여 제대로된 선거 운동조차 벌이지 못하는 모습을 보였다. 유일하게 일정 부분 이상의 지지세를 보이던 서민호 대중당 후보는 막판에 사퇴를 선언하여, 제6대 대통령 선거는 사실상 양당 구도로 진행되었다.

### 선거

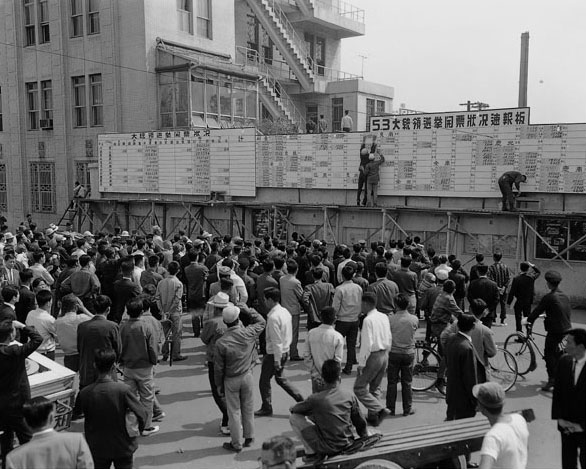
선거 개표 속보판

제6대 대통령 선거는 박정희의 1차 방어전이자 윤보선의 설욕전으로 주목을 받았다. 그러나 박정희는 4년간의 집권으로 유권자들에게 친숙해져있던 반면, 윤보선은 시간의 흐름으로 인하여 역사의 한편으로 밀릴 수밖에 없었다.
윤보선은 대통령 권한 축소 개헌을 공약하는 등 박정희 정권의 독재성을 지적하는 전략을 썼는데, 박정희는 "(야당이) 말로만 민주주의, 민주주의 하는데 민주주의만 먹고 사느냐, 배가 불러야 산다"며 이에 대응하였다.
그러나 신민당과 민주공화당이 둘 다 보수 정당이라서 제시하는 공약 및 정책에 큰 차이가 없었던데다가, 뚜렷한 선거쟁점이 없어 선거에 대한 관심은 시들해졌다. 결국 제6대 대통령 선거는 83.6%라는 역대 최저의 투표율을 기록하게 되었다.

## 후보

### 민주공화당
민주공화당은 1967년 2월 2일 전당대회를 개최하고 당의 총재인 박정희 대통령을 제6대 대통령 후보로 추대하였다.

### 신민당
신한당과 민중당으로 분당돼있던 야당은 1967년 2월 7일 신민당으로 합당하고 신한당 총재인 윤보선 전 대통령을 제6대 대통령 후보로 추대하였다.

### 대중당
민주사회당 등 각기 군소 정당들은 1967년 3월 9일 대중당으로 통합하고 서민호 전 민의원 부의장을 대선 후보로 추대하였다. 그러나 서민호 후보는 4월 28일 야권 단일화를 위한 후보직을 사퇴를 선언하였다. 서민호 후보는 호남 지방을 중심으로 군소 정당 후보들 중 가장 강력한 지지세를 보이고 있었는데, 신민당은 서민호 후보가 완주할 경우 야권 지지표를 상당 부분 빼앗길 것으로 보고 수차례에 걸쳐 서민호 후보를 설득해 사퇴를 이끌어낸 것이었다.

### 군소 후보

#### 통한당
추풍회는 제6대 총선에서 입후보자 전원이 낙선하는 등 군소 정당으로 전락한 상태였으나, 1967년 3월 25일 당명을 통한당으로 개정하고 오재영 전 의원을 대선 후보로 추대, 대통령 선거전에 나설 태세를 갖췄다.

#### 민중당
제5대 대선에서 박정희 후보를 지원한 신민회는 1967년 2월 25일 김준연 전 법무부 장관을 대선 후보로 추대하였으며, 3월 10일에는 당명을 민중당으로 개정하였다.

#### 한국독립당
한국독립당은 1967년 3월 16일 전당대회를 개최하고 전진한 전 사회부 장관을 대선 후보로 추대하였다.

#### 정의당
정민회는 1967년 3월 30일 전당대회를 개최하고 당명을 정의당으로 개정하고 이세진 당 대표를 대선 후보로 추대하였다.

## 선거 결과
후보자별 득표율
|  | 51.44% |

|  | 40.93% |

|  | 2.39% |

|  | 2.24% |

|  | 2.09% |

|  | 0.89% |

### 지역별 결과
|  | 51.28% |

|  | 45.19% |

|  | 1.08% |

|  | 0.99% |

|  | 0.86% |

|  | 0.57% |

|  | 64.21% |

|  | 31.15% |

|  | 1.88% |

|  | 1.30% |

|  | 0.86% |

|  | 0.57% |

|  | 52.62% |

|  | 40.98% |

|  | 1.97% |

|  | 1.81% |

|  | 1.74% |

|  | 0.85% |

|  | 51.25% |

|  | 41.73% |

|  | 2.17% |

|  | 2.11% |

|  | 1.83% |

|  | 0.87% |

|  | 46.57% |

|  | 43.57% |

|  | 3.51% |

|  | 2.59% |

|  | 2.50% |

|  | 1.22% |

|  | 46.81% |

|  | 45.37% |

|  | 2.67% |

|  | 2.52% |

|  | 1.63% |

|  | 0.97% |

|  | 48.74% |

|  | 42.31% |

|  | 3.12% |

|  | 2.58% |

|  | 2.32% |

|  | 0.89% |

|  | 46.61% |

|  | 44.58% |

|  | 3.19% |

|  | 2.88% |

|  | 1.92% |

|  | 0.80% |

|  | 64.01% |

|  | 26.40% |

|  | 3.32% |

|  | 2.68% |

|  | 2.41% |

|  | 1.16% |

|  | 68.61% |

|  | 23.03% |

|  | 3.70% |

|  | 2.51% |

|  | 1.31% |

|  | 0.80% |

|  | 56.54% |

|  | 32.12% |

|  | 3.76% |

|  | 3.41% |

|  | 2.50% |

|  | 1.63% |

## 평가
제6대 대통령 선거는 여당인 민주공화당의 후보와 제1야당인 신민당의 후보가 도합 전체 유효표의 92.4%를 차지해 양당제의 확립을 드러내었다. 그 중에서 박정희는 영남에서만 1,367,796표차로 윤보선을 누르며 재선에 성공하게 되었다.
제5대 대통령 선거가 추풍령을 기준으로 북쪽은 윤보선, 남쪽은 박정희를 지지하는 ‘남북 현상’을 보여줬다면, 제6대 대통령 선거에서는 태백산맥을 기준으로 서쪽은 윤보선, 동쪽은 박정희를 지지하는 ‘동서 현상'이 나타났다. 부산직할시, 경상북도, 경상남도 등 영남 지방에서 박정희의 지지가 현저하였으며, 4년 전 윤보선이 승리했던 강원도와 충청북도가 여권으로 돌아섰다.
반면에 전라남도, 전라북도 등 호남 지방에서는 근소하지만 야당이 우세를 보였다. 전통적으로 보수주의 정당의 지지세가 강한 호남은 4년 전에는 당연히 박정희의 손을 들어준 바 있었으나, 오히려 제6대 대통령 선거를 계기로 야당세로 돌아선 것이었다. 서울특별시와 경기도, 충청남도에서는 4년 전과 마찬가지로 윤보선이 승리하였다.